# مسافرون 6
مسافرون هو برنامج تلفزيوني يذيعه الداعية الإسلامي السعودي محمد العريفي مع مجموعة من الشباب في روتانا خليجية وقناة الرسالة .

## تاريخ العرض
يبث يوميا طيلة رمضان 1432ه/2011م في قناة الرسالة في 05:00 مساء بتوقيت مكة المكرمة. ويعاد في 01:00 صباحا و 10:30 صباحا بتوقيت مكة المكرمة.

## مواضيع الحلقات
- الحلقة 1: العمل التطوعي (الجزء 1)
- الحلقة 2: العمل التطوعي (الجزء 2)
- الحلقة 3: الفساد المالي
- الحلقة 4: سمعة الإسلام
- الحلقة 5: القرار الشجاع
- الحلقة 6: الاحتيال
- الحلقة 7: الطموح
- الحلقة 8: الحيل الفقهية
- الحلقة 9: قصة هود
- الحلقة 10: نصبر على الأقدار
- الحلقة 11: غضب الأنبياء
- الحلقة 12: الحرب في الإسلام
- الحلقة 13: أحكام الكلاب - قصة الكلب
- الحلقة 14: حسن الظن
- الحلقة 15: عام الرمادة
- الحلقة 16: إنسان
- الحلقة 17:
- الحلقة 18: في قصر قارون

## وصلات خارجية
- الموقع الرسمي لمحمد العريفي